# 双少敏
双少敏（1965年10月—），山西省交城县人，山西大学化学化工学院教授，九三学社山西省副主委，女性，汉族，第十三届全国人民代表大会山西省代表。

## 生平
双少敏1986年7月本科毕业于山西大学化学化工学院分析化学专业，随后继续在山西大学化学化工学院分析化学专业攻读研究生，1989年7月获硕士学位。同年9月，她开始在山西大学化学化工学院任教。任教期间，她于1995年9月至1998年7月在华南理工大学化学与生物工程学院攻读分析化学专业博士研究生，获得博士学位。2001年9月，双少敏被山西大学聘为教授。
她曾在香港浸会大学化学系做博士后，还曾在加拿大多伦多大学、日本大阪大学、加拿大麦克马斯特大学等高校访问。
她被山西省列入新世纪学术技术带头人333人才工程省级人选、山西省高等学校青年学术带头人和中青年拔尖创新人才、山西省委联系的高级专家。双少敏的学术兼职包括山西省化学会理事、亚太环糊精化学国际委员会委员、《分析化学》编委、国家自然科学基金委评审专家等。
双少敏是九三学社社员，曾任山西省政协委员、山西省青联委员、九三学社山西省委委员、九三学社山西大学委员会主任委员。后来，她担任九三学社山西省副主委。2018年2月24日，当选为第十三届全国人大代表。